# Alberto Taquini (hijo)
Alberto Carlos Taquini Azumendi (Buenos Aires, 21 de enero de 1935) es un médico, investigador y directivo argentino, hijo del doctor Alberto Carlos Taquini. Fue decano de la Facultad de Farmacia y Bioquímica de la Universidad de Buenos Aires, entre fines de 1960 y comienzos de los 1970s, es autor del Plan de Creación de Nuevas Universidades, conocido también como el Plan Taquini (1968) y del Plan de Creación de Colegios Universitarios (1989). Actualmente es director general del Belgrano Day School y coordina la iniciativa Nueva Educación.
Doctor en Medicina por la Universidad de Buenos Aires, ha sido profesor titular con dedicación exclusiva de la misma casa de estudios; exmiembro de la Carrera de Investigador Científico del CONICET (1961-1973) y actual asesor de la Comisión Episcopal de Pastoral Universitaria de la Conferencia Episcopal Argentina.
Su plan para descentralizar la Universidad de Buenos Aires, conocido como Plan Taquini, es famoso por la lucha por la mejora universitaria impulsando la educación superior y la investigación científica en el interior del país. Su preocupación era la relación entre la “universidad de los saberes” (investigación) y de las “profesiones” (enseñanza).

## Otros cargos desempeñados
- Exdecano de la Facultad de Farmacia y Bioquímica de la Universidad de Buenos Aires,
- expresidente de la Comisión de Investigaciones Científicas de la Provincia de Buenos Aires, órgano de la política de Ciencias en el estado Provincial.
- Ex Coordinador del Gabinete, Secretaría de Estado de Ciencia yTécnica, Presidencia de la Nación.

## Actuaciones en instituciones de apoyo científico y cultural
- expresidente de FIBA, Fundación para Investigaciones Biológicas Aplicadas.
- expresidente de la Asociación de Amigos del Museo de Arte Hispanoamericano Isaac Fernández Blanco.
- Presidente de AFIC, Asociación de Fomento a la Investigación Científica.
- Presidente de la Asociación Argentina de Colegios Universitarios.

## Actividad docente y científica
- Investigador del Instituto de Investigaciones Cardiológicas de la Facultad de Medicina de la Universidad de Buenos Aires (1954-1966).
- Ingreso a la docencia como Ayudante Alumno en el Instituto de Fisiología dirigido por el Dr. Bernardo A. Houssay, luego sucesivamente se desempeñó como Ayudante graduado, Jefe de Trabajos Prácticos, Profesor Adjunto y profesor titular con dedicación exclusiva en Fisiología Humana de la Universidad de Buenos Aires.
- Research Fellow y docente regular de Universidad de Míchigan, EE. UU. (1959-60), becado por el National Institute of Health, EE.UU.
- Investigador en la Universidad de Gante, Bélgica (1960-61), becado por el CONICET.
- Encabeza un calificado e importante equipo de política educativa y científica conocido como Equipo Taquini.

## Distinciones principales
- Académico de Número de la Academia Nacional de Educación.
- Académico de Número de la Academia del Plata, Compañía de Jesús, S.J.
- Elegido uno de los Diez Jóvenes Sobresalientes, año 1967.

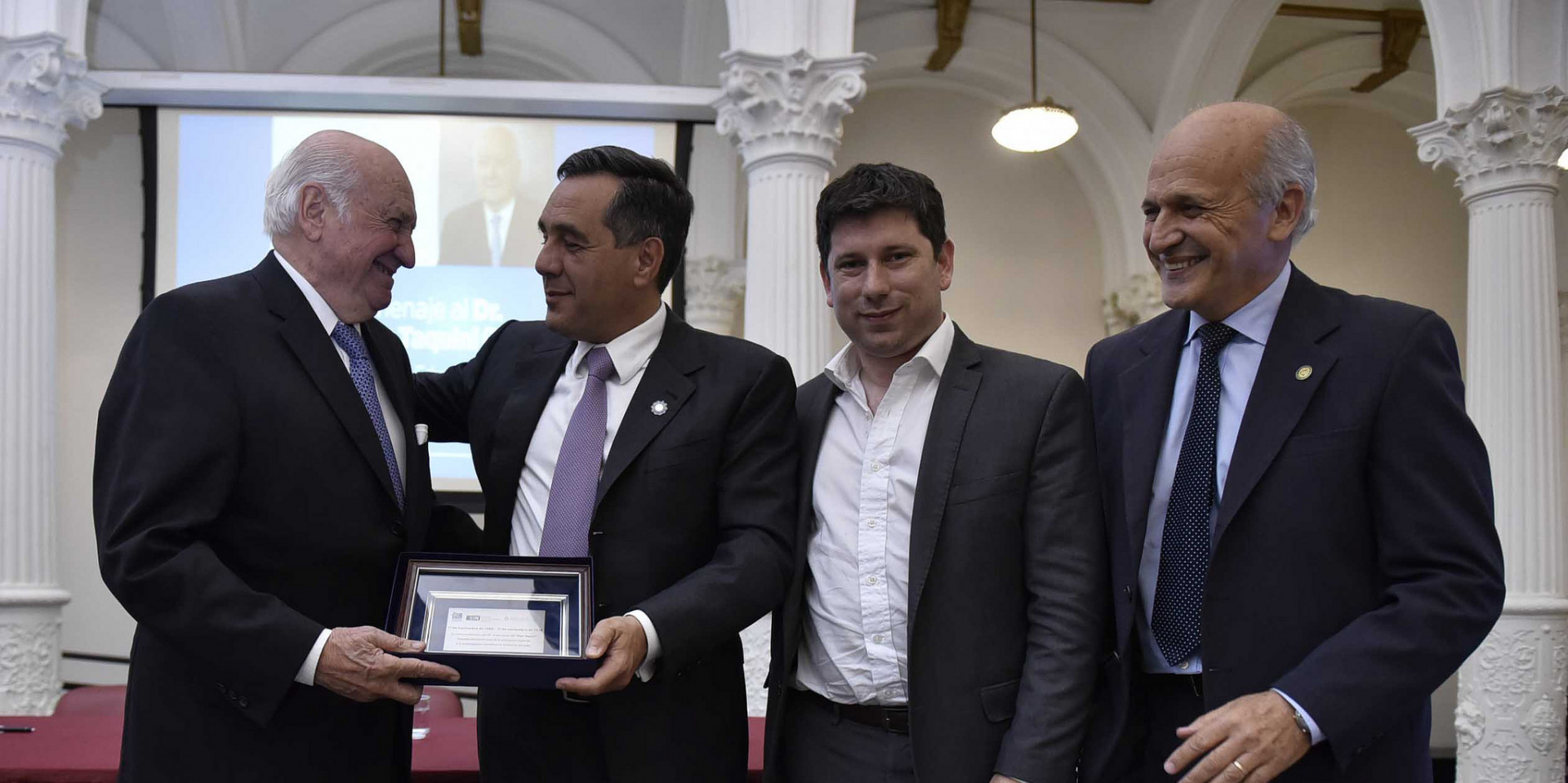
Recibiendo un homenaje en diciembre de 2018 por el Ministerio de Educación, Cultura, Ciencia y Tecnología de la Nación, al cumplirse 50 años del Plan de Creación de Nuevas Universidades.

* Delegado a título personal de la Comisión de Expertos de la UNESCO para la Elaboración del Plan Mundial de Ciencia y Técnica para la década 1980-90. París, 1981.
- Expresidente de la Asociación Argentina para El Progreso de las Ciencias.
- Exdirector y miembro del comité de redacción de la revista Ciencia e Investigación.
- Premio en Ciencias de la Educación 1975, conferido por la Asociación Universitaria Argentina-Norteamericana.
- Presidente de la Asociación Argentina de Colegios Universitarios.
- Asesor de la Comisión Episcopal de Pastoral Universitaria de la Conferencia Episcopal Argentina, 1993.
- Miembro de la Comisión Organizadora (abril de 2000) y relator en la reunión sobre “Nuevas Opciones para la Educación Superior en América Latina” (septiembre de 2000), auspiciado por el Banco Interamericano de Desarrollo y la Facultad de Educación de la Universidad de Harvard, EE. UU.
- Miembro de la Comisión de Educación Superior. Ministerio de Educación de la Nación (enero de 2000).
- Miembro de la Comisión Nacional para el mejoramiento de la Enseñanza Superior, Ministerio de Educación de la Nación, 2001.
- Es actualmente miembro de sociedades científicas de nuestro país y del extranjero.
- Ha recibido numerosas distinciones de universidades y ciudades del país por su accionar en la descentralización de la educación superior y de la investigación científica.
- Ha participado en congresos y simposios sobre temas Científicos, Universitarios y Educativos en el país y en EE.UU, Inglaterra, Francia, Alemania, Italia, Bélgica, Suecia, Uruguay, Brasil, México, Suiza, Puerto Rico y Canadá, entre otros.